# Чиршкасы (Сирмапосинское сельское поселение)
 Чиршкасы́  (чув. Чăрăшкасси) — деревня в Чебоксарском районе Чувашской Республики. Административный центр Сирмапосинского сельского поселения.

## География
Находится в северной части Чувашии на расстоянии приблизительно 2 км на юг-юго-восток по прямой от районного центра — поселка Кугеси у автомагистрали М7 «Волга».

## История
Известна с 1858 года как околоток Второе Алино деревни Первая Алина (ныне Чалымкасы Чебоксарского района) с 151 жителем. В 1906 году было учтено 37 дворов, 179 жителей, в 1926 — 35 дворов, 163 жителя, в 1939 — 161 житель, в 1979 — 357. В 2002 году был 201 двор, в 2010 — 191 домохозяйство. В период коллективизации был образован колхоз «Алино», в 2010 году работали СХПК «Колхоз им. Куйбышева», ООО «ЯкМал».

## Население
| 2010 | 2012 |
| ---- | ---- |
| 623  | ↘615 |

Постоянное население составляло 624 человек (чуваши — 96 %) в 2002 году, 623 в 2010.

## Инфраструктура
Памятники и памятные места
Памятник неизвестному солдату (ул. 11-й Пятилетки, д. 11).